# Peña Bolística Ebro
La Peña Bolística Ebro fue fundada en 1942 en Reinosa. Es la única peña campurriana que ha llegado a militar en la máxima categoría del bolo palma, el Torneo Diputación.

## Historia
La PB Ebro nace en 1942 al acabar el Torneo de San Mateo de aquel año, cuando un grupo de aficionados a los bolos decide crear una peña representativa de Reinosa. Como nombre escogieron el del Río Ebro, que pasa por la localidad y es uno de los símbolos de la comarca.
A nivel de club nunca ha sobresalido en las competiciones de Liga y Copa: en sólo cuatro temporadas ha participado la peña en la máxima categoría (1966, 1968, 1969 y 1970), con un octavo puesto en 1968 como mejor clasificación.
La Peña ha tenido algunos cambios de nombre a lo largo de su historia, normalmente por cuestión de patrocinio. Así en 1998, tras fusionarse con la PB Sidenor GE pasa a denominarse PB Ebro Sidenor. En 2007 se denomina PB Ebro - Bar Carlos. En 2008 vuelve a ser de nuevo PB Ebro, antes de que en la actualidad, y por acuerdo con el ayuntamiento local en 2010, la peña pasa a ser conocida como PB Ebro Ciudad de Reinosa. En 2011 se anuncia la fusión con la PB Nautilus de Somo (Ribamontán al Mar), que, consumado su descenso de la Liga APEBOL a Primera, decide no continuar en activo; con esta fusión la PB Ebro asciende a Primera desde Segunda Especial.
Más tarde, pasa a estar inactiva y fuera de las competiciones.
Tras varios años de ausencia en la competición, en 2017 se forma un nuevo equipo y se reincorpora a la Liga, comenzando nuevamente a competir desde la Tercera División.
La peña organiza uno de los concursos de bolos más importantes a nivel nacional, el Concurso de San Mateo. Dicho concurso se organizaba anualmente desde antes de la fundación de la peña, pero a partir de 1950 el ayuntamiento encarga la organización del concurso a la PB Ebro. Otros concursos importantes que ha organizado hasta la fecha son el Campeonato de España individual (1962, en la bolera de Las Fuentes); el Campeonato de Cantabria de Segunda Categoría (1964, bolera de Las Fuentes); Trofeo XXV Aniversario de la PB Ebro (1967, bolera de Campo Colorao); Torneo de Maestros (1986, bolera de Las Fuentes); fase final de la Copa Presidente de Cantabria (1989); Trofeo 50 Aniversario de la PB Ebro (1992, bolera de Campo Colorao) y la Semana Bolística Nacional (2013, boleras de Las Fuentes y Campo Colorao).

## Palmarés
- 4 participaciones en el Torneo Diputación: 1966, 1968, 1969 y 1970.
- Campeonato de Liga de 2.ª Categoría (1): 1965.

## Bolera
Desde su fundación en 1942 hasta 1948 la Peña Ebro disputó sus partidas como local en la bolera de Las Fuentes. Desde 1949 usa la bolera de Campo Colorao, construida ese mismo año de 1949, y con capacidad para 300 espectadores (150 sentados).

## Filiales
La Peña ha contado a lo largo de su historia con algunos equipos filiales; así durante las campañas 1966, 1969 y 1970 en las que el primer equipo militaba en la máxima categoría, un segundo equipo militó en la Segunda Categoría. Posteriormente, durante cinco temporadas (1986 a 1990), se formó otra peña como filial para que sus jugadores consiguieran experiencia antes de dar el salto al primer equipo; su nombre fue PB Reinosa.

## Presidentes
A lo largo de los años, la PB Ebro ha contado con los siguientes presidentes:
- 1942-¿43?: Vicente de la Bárcena Gómez
- 1944-57: Ricardo Bustamante Pérez
- 1957-60: Victorino Fernández López
- 1961: Manuel Fernández del Cortijo
- 1962-63: Victorino Fernández López (2º mandato)
- 1964: Carlos Fernández Gómez
- 1965: Victorino Fernández López (3.er mandato)
- 1966: Timoteo Tobes Nieto
- 1967-71: Victorino Fernández López (4º mandato)
- 1972-¿73?: Manuel García Cano
- 1974: Luis Fernando Lantarón González
- 1975: José Antonio Fernández Floranes
- 1976: Julián Avelino Díez Obeso
- 1977: Victorino Fernández López (5º mandato)
- 1977-78: Ramón Martínez Acebo
- 1979: Pablo Fernández Floranes
- 1980: Carlos Obeso Iglesias
- 1981: Ramón Martínez Acebo (2º mandato)
- 1982-84: José Manuel de Cos Pérez
- 1985-90: Gorgonio Díaz Gandiaga
- 1991-94: Antonio Blázquez Ruiz
- 1995-2006: Gorgonio Díaz Gandiaga (2º mandato)
- 2010-2013: Juan Antonio Valdés Colina
- 2017-2018: Diego Morales del Pozo
- 2019-actualidad: Raúl Rayón Ramos

## Temporadas de la PB Ebro
Últimas temporadas de la Peña Bolística Ebro,:
| Temporada | Categoría        | Puesto        | Notas   |
| --------- | ---------------- | ------------- | ------- |
| 2004      | Segunda          | 4º (Grupo 3)  |         |
| 2005      | Segunda          | 6º (Grupo 3)  |         |
| 2006      | Segunda          | 3º (Grupo 3)  |         |
| 2007      | Segunda          | 3º (Grupo 3)  |         |
| 2008      | Segunda          | 3º (Grupo 3)  | Ascenso |
| 2009      | Segunda Especial | 5º (Grupo 2)  |         |
| 2010      | Segunda Especial | 6º (Grupo 2)  |         |
| 2011      | Primera          | 10º           |         |
| 2012      | Primera          | 12º           |         |
| 2013      | Segunda Especial | 11° (Grupo 2) |         |
| 2014-2016 | Inactiva         | -             |         |
| 2017      | Tercera          | 3° (Grupo 3)  | Ascenso |
| 2018      | Segunda          | 7º (Grupo 3)  |         |
| 2019      | Segunda          | 8º (Grupo 3)  |         |
| 2020      | No juega Liga    | -             |         |